# Eupithecia pilosa
Eupithecia pilosa là một loài bướm đêm trong họ Geometridae.